# Andreas Prüstel
Andreas Prüstel (* 10. September 1951 in Leipzig; † 23. August 2019 in Berlin) war ein deutscher Fotografiker, Collagist und Karikaturist.

## Leben
Andreas Prüstel war gelernter Betonbauer, arbeitete zwischen 1968 und 1985 aber unter anderem auch als Gleisbauer, Heizer, Zeitungsbote und technischer und kartografischer Zeichner. Während dieser Zeit fertigte er regelmäßig Collagen an, der Durchbruch als Künstler blieb ihm jedoch zunächst verwehrt. So scheiterte beispielsweise seine Aufnahme an die Hochschule für Grafik und Buchkunst Leipzig daran, dass Prüstels sehr stark vom Surrealismus geprägte Arbeiten den Professoren zu „individuell“ waren. Von 1976 bis 1977 besuchte er die Abendschule der Hochschule für Grafik und Buchkunst in Leipzig. Nach mehreren Ausstellungen wurde er 1988 in den Verband bildender Künstler der DDR aufgenommen, dem er dann bis 1990 angehörte, und war somit berechtigt, offiziell als freier Künstler in der DDR zu arbeiten.
Erste Veröffentlichungen hatte Andreas Prüstel nach der Wende. Seitdem erschienen Prüstels Collagen und Cartoons regelmäßig in der Berliner Straßenzeitung strassenfeger, im Eulenspiegel und in Zitty.
Andreas Prüstel hinterlässt zwei Töchter.

## Werke
- Aufschnitt, Eulenspiegel-Verlag, 1992
- Modern age. Collages, Kolog-Verlag, 1993
- Land in Sicht!, Dietz Verlag Berlin, 1994
- Normaler Schwachsinn – Cartoons, die das Leben so schreibt. Schaltzeit Verlag, Berlin 2012, ISBN 978-3-941362-20-8

## Herausgeberschaft
- Schöne Grüße aus der DDR, mit Rolf Lonkowski. Eulenspiegel-Verlag, 1989
- Schreckliche Bilder. Meisterwerke des schwarzen Humors, mit Rolf Lonkowski. Eulenspiegel-Verlag, 1989
- Noch schrecklichere Bilder, mit Rolf Lonkowski. Eulenspiegel-Verlag, 2000
- Schweinische Bilder, mit Rolf Lonkowski. Eulenspiegel-Verlag, 2001
- Arm, aber Sexy, mit Rolf Lonkowski. Eulenspiegel-Verlag, 2007

## Ehrungen (unvollständig)
- 1988 Erster Preis der Karikaturenbiennale der DDR in Greiz
- 1990 Sonderpreis der Karikaturenbiennale der DDR
- 1992 Medienpreis der Universität Leipzig
- 1996 Zweiter Preis des Internationalen Cartoonfestivals Schwarzenberg
- 1998 Bronzemedaille des Art Directors Club Deutschland
- 2007 Dritter Platz beim Karikaturenpreis der deutschen Zeitungen

## Ausstellungen (unvollständig)

### Einzelausstellungen
- 1982: Ahrenshoop, Bunte Stube (Collagen)

- 1989: Hannover, Kulturzentrum Hannover-Langenhagen („40 Jahre deutsche Teilung. Cartoons und Collagen“, mit Robert Gernhardt)

### Teilnahme an Ausstellungen
- 1986, 1988 und 1990: Greiz („Satiricum“)
- 1987: Hannover, Wilhelm-Busch-Museum („Gipfeltreffen“)
- 1987: New York, Grey Art Gallery (“Photography from Eastern Europe”)
- 1999: Leipzig, Stadtgeschichtliches Museum im Alten Rathaus („Im Namen der Freiheit. Die Biennale der Satirischen Zeichnung '99, Karicartoon“)
- postum 2000: Greiz, Staatliche Bücher- und Kupferstichsammlung („Triennale Greiz 2000. Karikatur, Cartoon & komische Zeichenkunst. 10 Jahre deutsche Einheit“)